# Doctor at Large (serial telewizyjny)
Doctor at Large – brytyjski sitcom produkowany przez London Weekend Television i emitowany premierowo od 28 lutego do 12 września 1971 roku przez regionalne stacje komercyjne działające w ramach systemu ITV. Stanowi drugi z cyklu siedmiu seriali ITV opartych na książkach z serii Pan doktor... autorstwa Richarda Gordona. Liczy 29 odcinków, z których każdy trwa ok. 25 minut. 

## Opis fabuły
Serial ukazuje początki kariery medycznej trzech młodych lekarzy, których perypetie studenckie były wcześniej tematem serialu Doctor in the House. Głównym bohaterem jest dr Michael Upton, przystojny i atrakcyjny dla płci przeciwnej, ale wciąż bardzo nieśmiały i często spięty. Pozostaje on w bliskich relacjach z dwoma kolegami ze studiów - Paulem Collierem i Dickiem Stuartem-Clarkiem. 

## Produkcja i emisja
Jest to jedyny z siedmiu seriali z cyklu Doctor, w którym nie występuje Robin Nedwell jako dr Duncan Waring. Począwszy od kolejnego serialu, Doctor in Charge, postać ta będzie najważniejszym bohaterem. Zarazem jest to ostatnia odsłona cyklu, w której główną rolę gra Barry Evans. W obu przypadkach zmiany te wynikały z decyzji aktorów. 
Pierwszych sześć odcinków serialu zostało zrealizowanych na czarno-białej taśmie. Miało to związek z trwającym wówczas tzw. strajkiem kolorowym (Colour Strike), w ramach którego technicy pracujący we wszystkich stacjach systemu ITV przez prawie cztery miesiące odmawiali pracy przy realizacji programów w kolorze. 
Podobnie jak w przypadku pierwszej części cyklu, w zespole scenariuszowym znaleźli się John Cleese i Graham Chapman, znani jako członkowie grupy komediowej Monty Python.  
Serial bywa do dziś powtarzany, ale jednocześnie uważany jest za przykład typowego dla lat 70. humoru, który współcześnie nie byłby już akceptowalny w brytyjskiej telewizji. W tym kontekście wymieniany jest zwłaszcza odcinek 4 (Doctor Dish), w którym lekarze dość swobodnie opowiadają sobie o podnieceniu, jakie wzbudzają w nich niepełnoletnie uczennice z miejscowej szkoły.  

## Główna obsada
- Barry Evans jako dr Michael Upton
- George Layton jako dr Paul Collier
- Geoffrey Davies jako dr Dick Stuart-Clark
- Richard O'Sullivan jako dr Laurence Bingham
- Ernest Clark jako prof. Geoffrey Loftus
- Arthur Lowe jako dr Maxwell
- Madeline Smith jako Sue Maxwell